# June Brown
Pour les articles homonymes, voir Brown.
June Muriel Brown OBE, née le 16 février 1927 et morte le 3 avril 2022, est une actrice et auteure britannique. Elle est surtout connue pour son rôle de Dot Cotton dans EastEnders (1985-1993 ; 1997-2020), un feuilleton télévisé de la BBC,.
En 2005, elle remporte le prix de la meilleure actrice aux Inside Soap Awards et reçoit le prix pour l’ensemble de son œuvre aux British Soap Awards 2005. Brown est nommé Membre de l'Ordre de l'Empire britannique (MBE) lors des distinctions honorifiques de l'anniversaire de la Reine Elizabeth II (Birthday Honours) de 2008 pour ses services au théâtre et son engagement caritatif, et est promue à un OBE lors des distinctions honorifiques du Nouvel An 2022 (New Year Honours).
En 2009, elle est nommée pour le British Academy Television Award (BAFTA) de la meilleure actrice, ce qui en fait la deuxième actrice à recevoir une nomination aux BAFTA pour son travail dans un feuilleton, après Jean Alexander. En février 2020, à l'âge de 93 ans, elle annonce qu'elle quittait définitivement EastEnders.